# Блезевиц
Блезевиц (њем. Blesewitz) општина је у њемачкој савезној држави Мекленбург-Западна Померанија. Једно је од 89 општинских средишта округа Остфорпомерн. Према процјени из 2010. у општини је живјело 255 становника. Посједује регионалну шифру (AGS) 13059008.

## Географски и демографски подаци
Блезевиц се налази у савезној држави Мекленбург-Западна Померанија у округу Остфорпомерн. Општина се налази на надморској висини од 4 метра. Површина општине износи 12,6 km².

## Становништво
У самом мјесту је, према процјени из 2010. године, живјело 255 становника. Просјечна густина становништва износи 20 становника/km².